# Ad-Daba
Ad-Daba (arab. الضبعة, Aḍ-Ḍab'ah) – miasto w północno-zachodniej części Egiptu w muhafazie Matruh nad Morzem Śródziemnym, kilka kilometrów od wybrzeża. Miasto ma połączenie drogowe i kolejowe z Aleksandrią i stolicą muhafazy, miastem Marsa Matruh.